# Idre (Band)
Idre ist eine 2012 gegründete Funeral-Doom- und Post-Metal-Band.

## Geschichte
Die Band wurde 2012 in Oklahoma City gegründet. Die Band veröffentlichte 2014 ihr selbstbetiteltes Debütalbum, das von Atlee Hickerson im Dust House Studio in Oklahoma City produziert und von Brad Boatright bei Audiosiege in Portland, OR, gemastert wurde. Das Album erschien im Selbstverlag, wurde jedoch von Consouling Sounds in Europe und Crucial Blast in den Vereinigten Staaten vertrieben. Trotz des Selbstverlags reagierten diverse Webzines lobend auf Idre. So schrieb Cheryl für Bleak Metal, dass Idre „eine monumentale Platte [sei] und Idre […] eine Band, die man im Auge behalten sollte“. Ähnlich schrieb Childeric Thor für Musicwaves.fr, die Band sei „eine großartige Entdeckung zwischen Post-Metal und experimentellem Rock“. In weiteren Besprechungen wurde das Album als besonders „individuell und intim“, „majestätisch“ „weiträumig“ und „vielversprechend“ gepriesen.
Ihrer Debüt-Veröffentlichung folgend bestritt die Band bis 2016 eine Tournee durch die Südstaaten, drei kleinere Tourneen in Oklahoma und beteiligte sich an einigen Kompilationen. Mit dem Toningenieur Steve Boaz spielte die Band im Breathing Rhythm Studio 2016 das zweite Studioalbum Unforgiving Landscapes ein. Das Album wurde von Atlee Hickerson im Studio Dust House abgemischt und von Chris Harris im Hook Echo Sound in Seattle gemastert. Unforgiving Landscapes wurde im Mai 2017 von Wolves & Vibrancy Records und Breathe Plastic Records veröffentlicht und als herausragende Veröffentlichung besprochen. So beschrieb Dante DuVall das Album für Doom-Metal.com als einen „Höhepunkt trauriger Musik“, der „einfach gehört werden muss“. Das Album wird hinzukommend als „eine hypnotische Reise durch gnadenlos finsterste Landschaften“ und „meditativ“ beschrieben. Es sei „makellos“ und transportiere das „unermessliche Gewicht der Einsamkeit.“ Dabei wird die Band als besonders eigenständig, ohne klare Genrezuordnung erfasst. Cody Davis beschreibt die Musik für Metal Injection als „einer düsteren aber ätherischen Mischung“ im Spektrum des Doom Metal.

## Stil
Die Musik von Idre wird als „äußerst düsterer Post Metal, bei dem die Atmosphäre ganz klar im Mittelpunkt steht“ sowie
Dem Webzine Doom-Metal.com zur Folge ist die Musik von Idre eine atmosphärische Mischung aus Post-Metal und Funeral Doom mit weiteren Einflüssen aus Shoegazing, Post-Rock und Drone Doom. Die Stücke folgten „einer verträumten, mantraartigen [Struktur,] die durch den klaren Männergesang verstärkt“ würde. Zum einordnenden Vergleich wird auf Neurosis, Om, Godspeed You! Black Emperor, King Woman und Fvnerals verwiesen. Dabei sei der Stil von Idre trotz solcher Querverweise „völlig originell und schwer zu kategorisieren“. Cody Davis beschreibt in seiner für das Webzine Metal Injection verfassten Kolumne Funeral Friday die Musik als, dem Funeral Doom auf einer atmosphärischen Ebene entsprechend. Hierbei präsentiere die Band musikalisch jedoch einen Genre-unabhängigen atmosphärischen Doom Metal der unter anderem auf Elemente aus Folkmusik und Gothic Rock zurückgreife.

„Droning, single-note riffs carry a touch of a twang. The rhythm section burrows beneath the dirt with a booming drill of drums and bass. Airy vocals drift and sway throughout the mix. It all coalesces in a gloomy yet ethereal blend of doom.“

„Dröhnende Ein-Noten-Riffs verströmen einen Hauch von Twang. Die Rhythmussektion gräbt sich mit einem hämmernden Marsch aus Schlagzeug und Bass in den Dreck. Luftiger Gesang schwebt und schwimmt durch diese Mischung und all das verschmilzt zu einer düsteren, aber ätherischen Form des Doom Metal.“

## Diskografie
- 2014: Idre (Album, Selbstverlag)
- 2017: Unforgiving Landscapes (Album, Wolves & Vibrancy Records/Breathe Plastic Records)